# Coffea charrieriana
Coffea charrieriana là một loài thực vật có hoa trong họ Thiến thảo. Loài này được Stoff. & F.Anthony mô tả khoa học đầu tiên năm 2008.